# Adalstein af England
Adalstein af England (angelsaksisk: Æðelstān, moderne engelsk: Athelstan) blev født omkring år 895 i Wessex i England og døde 27. oktober 939. Han blev gravlagt i klosteret Malmesbury Abbey i Wiltshire.
Han var konge af England fra 924 til 939. Først fra 924 til 927 som konge af angelsakserne og fra 927 som konge af England.
Han var søn af kong Edward den Ældre (moderne engelsk Edward the Elder). Edvard den ældre var søn af kong Alfred den Store af Wessex. 
Som konge af England fulgte Adalstein sin halvbror Ethelweard (904-924).  Ethelweard døde i Oxford efter kun at have været konge i seksten dage. Der er spekuleret på, om Ethelweard blev dræbt efter ordre fra Adalstein. Adalstein blev konge den 17. juli 924. 
Adalsteins mor hed Egwina og var først kendt som datter af en fattig hyrde. Edvard den ældre blev forelsket i hende. Der blev derfor sat spørgsmålstegn ved, hvorvidt Adalstein retsligt kunne blive konge, da han ikke var født i ægteskab, og derudover var morens æt ikke god nok. Senere blev moren kaldt "en dame af adelsslægt".